# Luca Koleosho

Luca Warrick Daeovie Koleosho (Norwalk, 15 september 2004) is een Italiaans voetballer die bij voorkeur als vleugelspeler speelt. Hij tekende in 2023 voor Burnley.

## Clubcarrière
Koleosho verhuisde in 2016 van de Amerikaanse Manhattan Kickers naar het Spaanse CF Reus Deportiu. In 2020 trok hij naar RCD Espanyol. Op 22 mei 2022 debuteerde hij in La Liga tegen Granada CF. Op 25 juli 2023 tekende Koleosho een vierjarig contract bij Burnley. Op 11 augustus 2023 debuteerde hij in de Premier League tegen Manchester City. Op 2 december 2023 maakte hij zijn eerste competitietreffer tegen Sheffield United.
1 Trafford ·
3 Sambo ·
5 Estève ·
6 Egan-Riley ·
7 Sarmiento ·
8 Brownhill  ·
9 Rodriguez ·
10 Manuel ·
11 Anthony ·
12 Humphreys ·
14 Roberts ·
15 Redmond ·
16 Egan ·
17 Foster ·
18 Ekdal ·
19 Flemming ·
20 Green ·
21 Ramsey ·
23 Pires ·
24 Cullen ·
28 Hannibal ·
29 Laurent ·
30 Koleosho ·
31 Trésor ·
32 Hladky ·
37 Houtondji ·
42 Massengo ·
44 Delcroix ·
Coach: Parker
· Assistent-coach: Jackson
· Assistent-coach: Jensen